# ديفيد أ. كاتس
ديفيد أ. كاتس (بالإنجليزية: David A. Katz)‏ هو قاضي ومحامي أمريكي، ولد في 1933 في توليدو في الولايات المتحدة، وتوفي في 26 يوليو 2016 في سيلفانيا في الولايات المتحدة.